# Chaetellipsis dispilota
Chaetellipsis dispilota är en tvåvingeart som beskrevs av Hardy 1973. Chaetellipsis dispilota ingår i släktet Chaetellipsis och familjen borrflugor. Inga underarter finns listade i Catalogue of Life.